# Бабалиа-арабский креольский язык
Бабалиа-арабский креольский язык — креолизированная форма чадского (шоа) диалекта арабского языка. Распространён среди племени бабалиа, которое изначально говорило на языке бераку. В отличие от других племён, которые заимствовали у арабов лишь религию, племя бабалиа, вследствие экологической катастрофы из-за высыхания реки Шари (племя занималось рыболовством), подражая соседним арабам, сменило и религию, и язык, и культуру. На сегодняшний день все бабалиа перешли на чадский диалект или на языки котоко. Осталось всего 2 носителя языка бераку, которые в 1995 году были уже 60-летнем возрасте.
Согласно переписи 1993 года, число владеющих бабалиа-арабским языком составляло 3 940 человек в 23 деревнях в регионе Хаджер-Ламис. 90 % лексики бабалиа-арабского языка взяты из чадского диалекта, а остальные 10 % — из языка бераку. Нет данных о каких-либо диалектах, схож с южносуданским арабским пиджином (англ. Juba Arabic).